# Вајсенборн (Ерцгебирге)
Вајсенборн (њем. Weißenborn/Erzgeb.) општина је у њемачкој савезној држави Саксонија. Једно је од 61 општинског средишта округа Средња Саксонија. Према процјени из 2010. у општини је живјело 2.686 становника. Посједује регионалну шифру (AGS) 14522590.

## Географски и демографски подаци
Вајсенборн се налази у савезној држави Саксонија у округу Средња Саксонија. Општина се налази на надморској висини од 488 метара. Површина општине износи 22,5 km². У самом мјесту је, према процјени из 2010. године, живјело 2.686 становника. Просјечна густина становништва износи 119 становника/km².